# Schwarzes Land
Schwarzes Land (französisch La Brière) ist ein Roman des französischen Schriftstellers Alphonse de Châteaubriant. Die Erstausgabe erschien 1923 und erhielt im selben Jahr den renommierten Grand Prix du Roman der Académie française. 1925 wurde er von Rudolf Schottlaender ins Deutsche übersetzt.

## Inhalt
Aoustin, die Hauptfigur des Romans, ist auf der Suche nach einem Brief des Königs Ludwig XVI., geschrieben 1784. Darin wurde bestätigt, dass dem bretonischen Herzog Franz II. 1461 Fischerei- und Jagdrechte gewährt worden waren. Sein Ziel ist, dadurch die Nationalisierung des Sumpfes zu verhindern. Der Roman enthält umfangreiche Beschreibungen der Landschaft von La Brière und des Alltags seiner Bewohner.

## Rezeption
Kurz nach seinem Erscheinen war der Roman ausgesprochen populär, was sich nicht nur an Übersetzungen ins Deutsche und Englische, sondern auch an seiner Verfilmung durch Léon Poirier ablesen lässt. Wie viele andere Romane von Châteaubriant ist auch dieser jedoch später weitestgehend in Vergessenheit geraten und kaum um seiner selbst willen rezipiert worden, was vor allem der Kollaboration seines Autors mit den deutschen Besatzern im Zweiten Weltkrieg geschuldet ist. Der bretonische Nationalismus, in dem die Sympathien Châteaubriants für den Nationalsozialismus unter anderem begründet liegen, ist in dem Roman bereits klar ablesbar.

## Ausgaben und Übersetzungen
- Alphonse de Châteaubriant: La Brière. Éditions Grasset, Paris 1923.
  - Schwarzes Land. Übers. Rudolf Schottlaender. Die Schmiede, Berlin 1925 (Reihe: Romane des XX. Jahrhunderts).
  - Passion and Peat. Übers. Frances Mabel Robinson. Thornton Butterworth, London 1927.